# 양태빈
양태빈(본명 양지희 1992년 7월 7일 ~ )은 대한민국의 前 SBS 기상캐스터이다.

## 학력
- 연세대학교 스포츠레저학, 문화비평학 (학사)

## 경력
- 2015년 ~ 2016년 : 국방TV 리포터
- 2016년 3월 1일 ~ 8월 26일 :  포항 MBC 기상캐스터
- 2016년 8월 27일 ~ 2017년 6월 4일 : YTN 기상캐스터
- 2017년 6월 5일 ~ 2024년 11월 15일 : SBS 기상캐스터

## 출연

### 방송
ytn 사이언스 [스포츠 줌인] mc
정철진의 목돈 연구소 [주린이쇼]

#### 뉴스
- SBS 10 뉴스
- SBS 12 뉴스
- SBS 8 뉴스